# Аманов, Арсланмурад Аманмурадович
Арсланмура́д Аманмурадович Ама́нов  (туркм. Arslanmyrat Amanmyradoviç Amanow; род. 28 марта 1990, Мары) — туркменский футболист, полузащитник клуба «Ахал» и национальной сборной Туркменистана. Участник Кубка Азии 2019.

## Клубная карьера
Является воспитанником СДЮШОР города Ашхабада. С 2007 года по 2009 год выступал за клуб «Ашхабад». В 2010—2012 годах выступал за клуб МТТУ. Также в течение 2012 года сыграл 11 матчей и забил один гол в казахстанском клубе «Окжетпес».
В течение 2013 года выступал снова за туркменское МТТУ. В 2014 году перешёл в казахстанский «Иртыш», сыграл в составе этого клуба 24 матча и отличился одним забитым голом. В 2015—2016 годах выступал за узбекистанский «Алмалык», сыграл 54 матча и смог забить 8 голов.
В 2017 году выступал за туркменский «Алтын Асыр».
В 2018 году игрок узбекистанского клуба «Бухара».
В январе 2021 года Аманов подписал однолетний контракт с «Согдианой». В июле 2021 года контракт Аманова с «Согдианой» был расторгнут по обоюдному согласию сторон.
В августе 2021 года вернулся Туркменистан, подписав контракт с «Ахалом». В первом же матче чемпионата Туркменистана против «Копетдага» 23 октября дебютировал в официальных матчах за новый клуб.

## Выступления за сборную

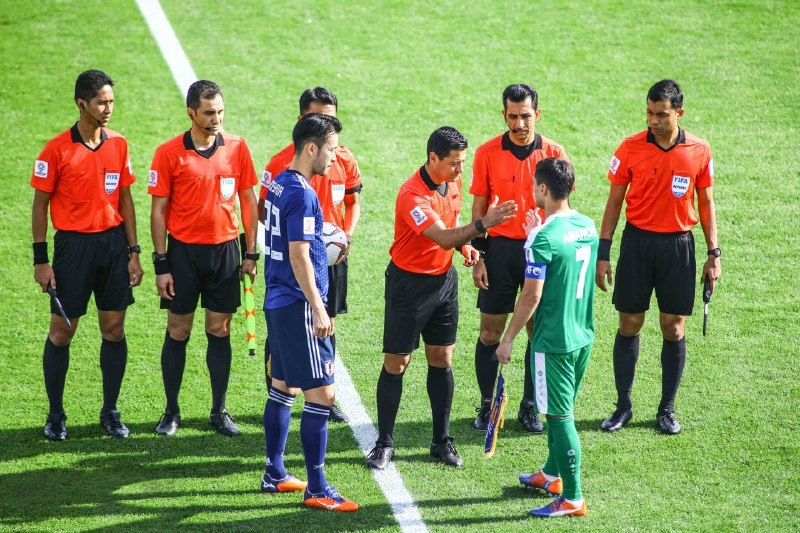
Аманов в составе сборной Туркменистана в матче со сборной Японии на Кубке Азии-2019 в ОАЭ

С 2009 года выступает за национальную сборную Туркменистана.
В декабре 2018 года был включён в заявку на Кубок Азии 2019. 9 января в первом матче группового этапа против Японии отличился голом на 27 минуте игры, открыв счёт в матче. В итоге сборная Туркменистана уступила 2:3.
В период с 2009 по 2023 год Аманов провёл за сборную 52 матча и забил 13 голов.

## Достижения
- Финалист Кубка вызова АФК (2): 2010, 2012
- Чемпион Туркменистана (5): 2007, 2008, 2011, 2013, 2017
- Обладатель Суперкубка Узбекистана: 2019